# Валентино Мацола
Валентино Мацола е италиански футболист, полузащитник. Баща на Сандро Мацола. От 1942 година играе във ФК Торино, допринасяйки за превръщането му във „Великият Торино“ („Grande Torino“) и печелейки пет последователни скудети (1943, 1946, 1947, 1948, 1949). Загива на 4 май 1949 година заедно с целия отбор (освен един контузен играч – Сауро Тома̀) при самолетна катастрофа в покрайнините на Торино.

## Ранен живот
Роден е в Касано д'Ада, квартал Рикет до изоставени домове в много скромно семейство. Баща му Алесандро е работник в „Азиена Торинези Мобилита“ и почива през август 1940 г., ударен от камион. Името на майка му е Леонина Рати, а четиримата му братя са Пиеро, Силвио, Карло и Стефано. През 1929 г. баща му е уволнен от работата си, поради Голямата депресия. За да помогне на семейството си, Валентино търси работа през следващата година, точно когато завършва първата година в началното училище. Той намира работа като хлебарче.
През лятото на 1929 г., на 10-годишна възраст, той се хвърля в река Ада, за да спаси живота на 4-годишно момче от удавяне – името му е Андреа Бономи, бъдещият футболист и капитан на АК Милан. Мацола е фен на Ювентус от крехка възраст, той е наречен „Тюлен“, заради навика си да рита стари консерви, между дома и ленената мелница, в която работи. Той играе в местния квартален отбор Тресолди и е забелязан от футболен фен, който работи като тестови пилот на завода на Alfa Romeo в Арезе, който предлага на Валентино място в отбора на Alfa Romeo и работа като механик.
През 1939 г. той е повикан да отбие военната си служба в Кралския флот, в пристанището на Венеция. Прекарва няколко месеца на кораба, на борда на унищожителя Confienza. Във Венеция получава дипломата си за начално училище, посещавайки вечерно училище.
На 15 март 1942 г. се жени за Емилия Раналди, от която има двама сина, и двамата са футболисти: Сандро Мацола – който играе за Интер Милано и италианския национален отбор – и Феручо Мацола, който е кръстен в чест на президента на ФК Торино – Феручо Ново, родени съответно през 1942 и 1945 г. В Торино той живее в малък апартамент на „Via Torricelli 66“. Работи за FIAT, за военнопроизводството, за да избегне пряко участие във Втората световна война. Играчите не са считани за професионалисти и официално заемат други длъжности. След войната, Мацола притежава спортен магазин в Торино, където продава футболни топки, които произвежда лично.
Мацола, който се смята за самотен човек, води уединен живот, преди всичко се занимава с футбол. Той е много строг и щателен и изисква същото от другите – това е основната причина за раздялата му с първата си съпруга, която вече не иска да живее с твърдата му дисциплина. Той се разделя със съпругата си през есента на 1946 г. и се жени отново на 20 април 1949 г. за 19-годишната Джузепина Кетрон. На 4 май 1949 г., само дни след втория си брак, той загива при самолетна катастрофа в Суперга. През целия си живот Мацола смята, че ще умре заради война или нещастие – знак на съдбата, предвид страха му от летене.

## Кариера

### Ранна
Въпреки че започва да работи в съвсем крехка възраст, Мацола продължава да развива своята страст към футбола. Играе в Тресолди през 1934 г. Той за кратко се премества във Фара д'Ада и след това се завръща в Тресолди. Той е използван в ролята на централен полузащитник и десен полузащитник, въпреки че вече е бил многофункционален играч. Той участва в първия си сезон с Тресолди през 1935/36, а през следващата година влиза в първия отбор, печелейки 10 лири на игра.
През 1938 г., когато Алфа Ромео му прави предложение за работа, включващо възможността да играе в Серия Ц, той получава оферта и от АК Милан, първата реална оферта през кариерата му, с перспективата да играе в Серия А. Мацола е много нерешителен и избира Алфа Ромео, защото производителят на автомобили също така ще му осигури работа.
В Алфа Ромео играе един сезон като крило, но според друг източник, играе като десен полузащитник. Той напуска отбора през 1939 г., след като играе пред публика, която оценява ритъма и играта му, за да се присъедини към военната си служба във Венеция.

### Венеция
През 1939 г., докато кара казарма във военноморския флот, участва в няколко мача в отбора на флота. Той е набелязан от скаути на Венеция Калчо, които успяват да го накарат да изкара проби при тях. Според друг източник, морски офицер, който е фен на Венеция, се възхищава на уменията на Валентино и го предлага на Лагунари. На пробите Мацола е бос, като оставя ботушите си у дома умишлено, за да не ги съсипе, той убеждава всички, особено треньора Джузепе Гирани да го купи. След няколко месеца в резервния отбор, участвал в собствения си шампионат, той е нает на 1 януари 1940 г. за 50 000 лири. Мацола прави своя дебют в Серия А на 31 март 1940 г. в мача Лацио – Венеция (1:0), като заема мястото на Франческо Перниго, който е контузен и запазва мястото си в стартовия състав по заслуги. Той играе във всичките 5 от останалите мачове в лигата, често в центъра на атаката, създавайки гол в предпоследния кръг срещу АС Бари – който завършва при 2:1 победа за Венеция и гарантира математическа безопасност за оставането на отбора в Серия А.
През това време във Венеция, Мацола се запознава с Ецио Лоик, когато последният се премества в клуба от Милан. Деветгодишното им партньорство започва както в триумф, така и в трагедия. Те дебютират заедно през 1942 г. за Италия срещу Хърватия и спечелват с 4:0. И двамата са много различни, въпреки че имат скромен произход: Лоик е тих и предпазлив, докато Мацола е много по-импулсивен и приятелски настроен. Лоик не харесва Валентино на първо място, заради арогантност, но и двамата скоро намират начин да се разберат. Скоро те стават най-желаните млади играчи на Италия.
Кариерата на Мацола с Венеция започва скромно, с 10-о място в края на 1940 г., а на следващия сезон завършва на 12-о място. През 1941 г. обаче отборът печели финала на Копа Италия срещу АС Рома и завършва 3-ти в лигата през 1942 г.

### Торино
Тъй като завършват 3-ти в лигата, Венеция е само една точка зад ФК Торино, който веднага започва да забелязва Мацола. Единственият проблем е, че Ювентус има устно споразумение с Венеция, че ще подпише с Мацола. Въпреки това, Торино в крайна сметка предлага на Венеция 200 000 лири плюс двама играчи и печели подписа на играча.
Въпреки че сделката е планирана да бъде пазена в тайна, новината за предстоящия трансфер изтича, и когато Венеция играе с Торино, тълпата започва да дразни Мацола, наричайки го „продажник“. Разгневеният Мацола стиска юмруци и бързо извежда Венеция до победа с 3:1.
С Торино, Мацола печели титлата на военната лига през 1943 г. През 1944 г. шампионата приключва рано, но Мацола успява да отбележи 10 гола.
През 1946 г. Мацола помага на отбора, който изпреварва Интер с 13 точки. Следващият сезон, Торино печели титлата отново, като води над втория Ювентус с 10 точки. През 1948 г. Торино разбива многобройни рекорди и завършва сезона с най-голямото предимство пред втория в класирането (те побеждават Милан за титлата с 16 точки), а на 11 май 1947 г. Торино дава 10 от 11-те играчи на националния отбор на Италия в мача срещу Унгария. Мацола изиграва 12 мача с италианския национален отбор и вкарва 4 гола, като също така е капитан на страната между 1947 и 1949 г.
През сезон 1948/49 Торино печели последната си титла до 1976 г. Мацола отбелязва 109 гола в Серия А с Венеция и Торино в продължение на 8 години.

## Смърт
Въпреки че е болен, Мацола решава да присъства на мача, който е организиран за Торино в Лисабон през 1949 г. На 4 май, на връщане от мача, самолетът, превозващ Мацола и останалата част от ФК Торино, се разбива и всички на борда загиват. От първия състав оцелява само един футболист, който не пътува.

## Отличия

### Отборни
Торино
- Серия А (5): 1942/43, 1944/45, 1946/47, 1947/48, 1948/49
- Копа Италия (1): 1942/43

Венеция
- Копа Италия (1): 1940/41

### Индивидуални
- Серия А Голмайстор (1): 1946/47
- Копа Италия Голмайстор (1): 1942/43
- Зала на славата на италианския футбол (Посмъртно): 2012
- Спортна зала на славата на Италия: 2015.[4][5]